# Karl Braunsteiner
Karl Braunsteiner (Vienna, 27 ottobre 1891 – Tashkent, 19 aprile 1916) è stato un calciatore austriaco, di ruolo centrocampista.

## Carriera

### Nazionale
Ha collezionato 8 presenze con la Nazionale austriaca.

## Palmarès

### Club

#### Competizioni nazionali
- Challenge-Cup: 1

Wiener Sport-Club: 1911